# لور

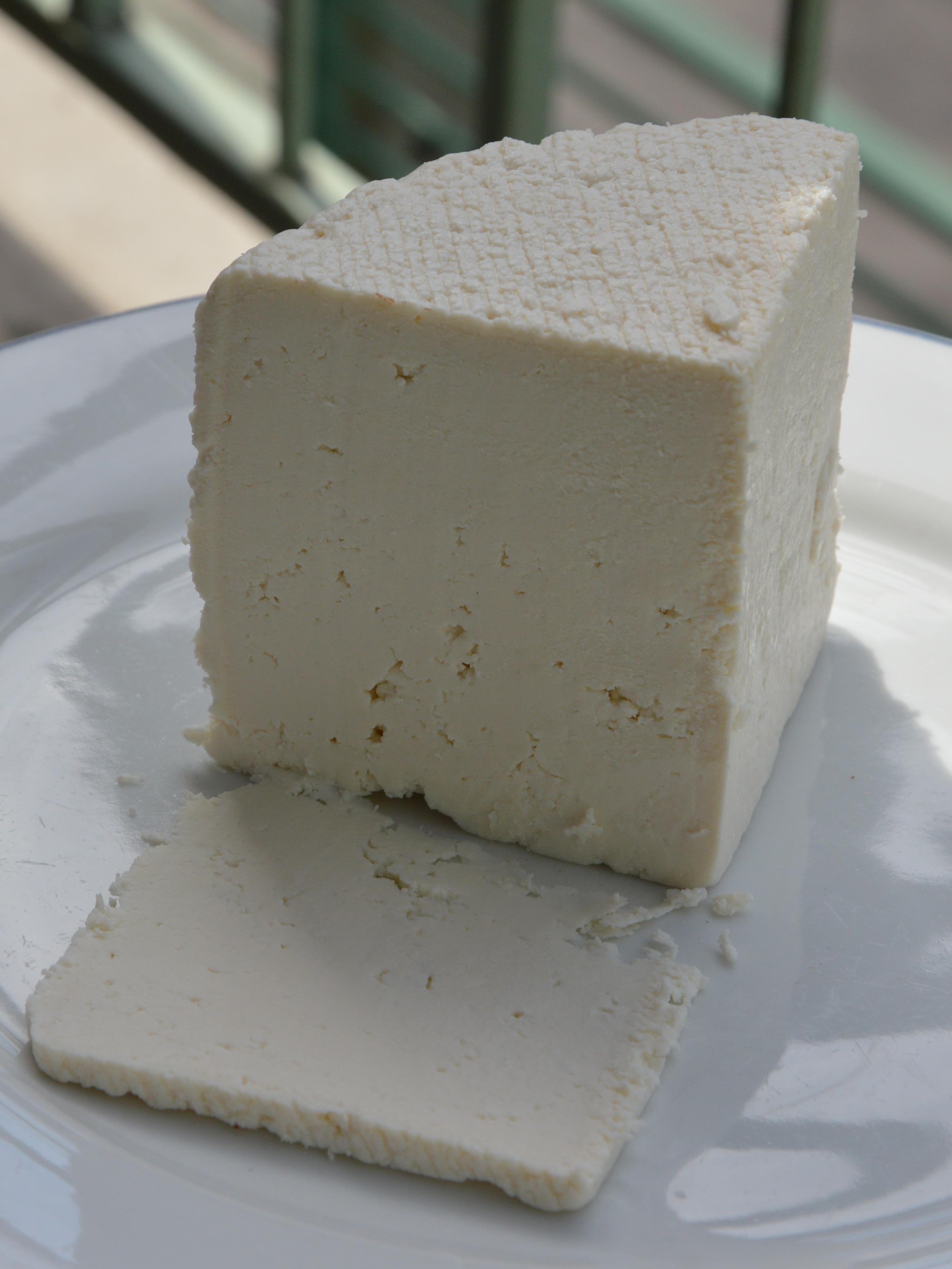
پنیر لورق

لور یا لورق پنیری است که با حرارت دادن آب‌پنیر و انعقاد پروتئین‌های آن تولید می‌شود.
معمولاً اگر شیر گوسفند یا گاو، جوشانده شود ماده‌ای سفیدرنگ مانند پنیر به دست می‌آید که آن را لور گویند. حرارت باید تند باشد که آب زود جوش بیاید و ته نگیرد، و به محض جوش آمدن مقداری آب سرد در آن ریخته می‌شود تا کل لور موجود در آب پنیر به دست آید و از بین نرود. لور یک فرآورده شیری کم نمک و کم چربی است.
لور، همچنین، سرشار از پروتئین، کلسیم لاکتوز، چربی و پروتئین‌های محلول در آب است. همچنین وجود مقادیر زیادی از اسیدهای آمینه ترئونین، والین، لوسین، ایزولوسین و سیستئین، آن را از نظر ترکیب با آلبومین تخم مرغ قابل مقایسه می‌نماید.

## خواص و ارزش غذایی لور
لور به واسطه بالا بودن میزان اسیدهای آمینه ضروری در آلفالاکتالبومین موجود در آب پنیر، از لحاظ ارزش تغذیه‌ای منحصر به فرد است. این فراورده حاوی مقدار زیادی مواد مغذی مانند لاکتوز، چربی و پروتئینهای محلول در آب پنیر بوده و به دلیل حضور مقادیر قابل ملاحظهای از پروتئینها، یک ماده مغذی و سهل الهضم است. همچنین وجود مقادیر زیادی از اسیدهای آمینه ترئونین، والین، لوسین، ایزولوسین و سیستئین، آن را از نظر ترکیب با آلبومین تخم مرغ قابل مقایسه می‌نماید. از آنجایی که کالری آن کم است و چربی آن از خامه و سرشیر بسیار کمتر می‌باشد بنابراین می‌تواند جایگزین این محصولات شده و افرادی که از چربی پرهیز دارند می‌توانند آن را به جای فراورده‌های چرب شیر مصرف نمایند.
پنیر لور به دلیل نمک کم برای افرادی که دارای فشار خون هستند مفید می‌باشد. این پنیر به دلیل چربی کمی که دارد برای افرادی که به چربی حساسیت دارن مفید می‌باشد.

## انواع لور
لور تازه از جوشاندن آب پنیر به دست می‌آید.
لور چنگی: به لور تازه مقداری نمک می‌زنند و در خیک می‌ریزند.
لور خشک: با خشکاندن لور در مقابل آفتاب و تورق آن، لور خشک به دست می‌آید.
لور رهون: لور در هنگام خشک کردن در سینی روغن پس می‌دهد که لور رهون (روغن لور) نام دارد. این ماده فقط مصرف دارویی دارد و دردرمان رماتیسم استفاده می‌شود.
لور آروشه: از حرارت دادن لور تازه بی‌نمک محصولی درست می‌کنند که به آن لور آروشه گویند.